# Bernhard von der Borch
Bernhard von der Borch, anche Bernd von der Borch o von der Borg (XV secolo – post 1483), fu Gran Maestro dell'Ordine di Livonia, in carica nel 1471 e nel 1483.

## Ascesa, congiura e questione lettone
Von der Borch proveniva dall'omonima famiglia originaria di Detmold. Entrato a far parte dell'Ordine di Livonia, riuscì ben presto grazie alla sua influenza ad imporsi e a capeggiare un gruppo d'opposizione contrario alla politica del Landmeister Johann Wolthus von Herse, il quale cercava una pace con Pskov. Nel 1471, con il supporto di una grande ala dei cavalieri di Livonia, spodestò von Herse e lo relegò nel castello di Cēsis, dove probabilmente morì due anni dopo assassinato su ordine di von der Borch. Il fatto che il ruolo di Landmeister fosse così conteso anche a livello politico, fu il risultato di quanto continuava a ripercuotersi dopo la battaglia di Grunwald (1410), la quale determinò un lento declino dell'Ordine teutonico e il guadagno di una progressiva autonomia da parte dei cavalieri di Livonia. Le due fazioni che si contendevano il potere furono rappresentate nel XV secolo da quella della Renania e quella della Vestfalia. L'effetto della congiura di von Herse continua ad essere oggetto di studio da parte degli storici per via della sua dirompenza.
Nel mese di gennaio del 1472, presso la Dieta di Wolmar, venne conclusa tra l'Ordine di Livonia, l'Arcidiocesi di Riga e la città di Riga una pace di 10 anni, volta a risolvere una diatriba che si era aperta già decenni precedenti. Tuttavia, non si risolsero tutte le fratture tra il Gran maestro di Livonia e l'Arcivescovo di Riga.
L'Arcivescovo di Riga Silvester Stodewescher, già in contrasto con Johann von Mengede anni prima, dopo essersi lamentato con il Papa Sisto IV del comportamento aggressivo dei Landmeister di Livonia e dei principi tedeschi nei lustri precedenti, strinse un'alleanza con il vescovo di Dorpat e con la Svezia, rafforzò i castelli dell'Arcivescovado e ed assunse dei mercenari. Invano, i vescovi di Curlandia e di Sambia, solitamente più moderati, provarono a riconciliare le due fazioni.
Il 3 marzo 1477, presso la nuova Dieta di Wolmar, i rivali rinnovarono per 10 anni il trattato di pace; tuttavia, Stodewescher non fermò le ostilità e
scomunicò ufficialmente tutti i cittadini di Riga. Bernhard von der Borch partì dalla Livonia alla volta di Roma e il 19 novembre 1477 ritornò nell'odierna capitale lettone con una delibera di revoca della scomunica.
Temendo che la posizione dei cavalieri si rafforzasse ulteriormente, l'uomo di chiesa chiamò in aiuto 200 soldati svedesi, i quali si arresero però al momento dell'assedio e ottennero il permesso di tornare in patria in Scandinavia. Silvester Stodewescher, catturato e rimosso dal suo incarico, fu trasferito nel carcere di Koknese. In sua vece fu nominato un cugino del Gran maestro, Simon von der Borch, prima vescovo di Reval.
Nel mese di luglio 1479, l'ex arcivescovo di Riga morì. Un mese dopo, Sisto IV emanò una bolla speciale, con la quale scomunicava Bernhard von der Borch ed i suoi sostenitori. Dopodiché, la Santa Sede nominò Stephan Grube come nuovo Arcivescovo di Riga: come era pronosticabile, i cavalieri di Livonia si rifiutarono di approvare le decisioni del Papa, costituendo così delle frizioni con lo Stato pontificio.

## La guerra con la Russia
Dal 1472, il Landmeister Bernhard von der Borch iniziò una politica di rafforzamento del potere dell'Ordine di Livonia e di aggressione contro i territori vicini. Nel 1473, scadde la tregua di nove anni tra l'Ordine e la Repubblica di Pskov.
Dopo un infruttuoso incontro tra gli ambasciatori di Pskov e di Livonia per stipularne una nuova, i primi fecero appello al Gran Principe di Mosca Ivan III, ricevendo delle truppe a sostegno della città, poiché si temeva una guerra imminente. Inaspettatamente, nel 1474, tra l'Ordine di Livonia e la Repubblica di Pskov venne firmata una tregua di 30 anni.
Cinque anni più tardi, Bernhard von der Borch decise di invadere le terre di Pskov. Nei fatti, la tregua tra Livonia e Pskov non era stata osservata da entrambe le parti già precedentemente, a causa di saltuarie razzie o arresti da ambo le parti. Il 1º gennaio 1480 scoppiò la guerra tra l'Ordine di Livonia e la Repubblica di Pskov, quel conflitto che sembrava essere stato precedentemente evitato. I cavalieri di Livonia giunsero presto a Gdov, un sobborgo di Pskov. Il granduca di Mosca inviò repentinamente delle armate.
L'11 febbraio 1480, le truppe congiunte di Pskov e di Mosca invasero la Livonia. I russi espugnarono uno dei castelli dell'Ordine e devastarono la città di Dorpat. Molti tedeschi ed estoni furono catturati, prima di far ritorno a Pskov. Per tutta risposta, i livoniani avviarono delle rappresaglie.
Successivamente, si tentò un nuovo assalto di Pskov: questa ne uscì gravemente distrutta e devastata; ancora una volta, però, l'Ordine non fu in grado di chiudere la questione totalmente.
Nei primi mesi del 1481, Ivan III inviò da Mosca in aiuto a Pskov un esercito di 20.000 soldati dell'attuale capitale russa e di Novgorod. Tali truppe invasero i domini dell'Ordine di Livonia, saccheggiando e bruciando tutto ciò che incontrarono. La Livonia, da Dorpat a Riga, venne terribilmente devastata. I russi assediarono il castello di Fellin (odierna Viljandi), residenza e capitale storica di Livonia, costringendo il Landmeister (che lì risiedeva) Bernhard von der Borch a fuggire a Riga: la città, come si è detto, viveva ancora un clima di profonda inquietudine e instabilità politica.
Il reggimento di Novgorod inseguì il Gran maestro, rendendo prigioniera parte del convoglio nemico. In seguito, si fece irruzione nel castello di Fellin e i tedeschi di stanza lì dovettero a pagare un riscatto di 2.000 rubli per evitare che l'assedio proseguisse.
A seguito di ulteriori saccheggi e considerata l'impossibilità di frapporre un'adeguata resistenza bellica, si cercò di negoziare una pace: il 1º settembre 1481 venne firmata, su iniziativa dei confederati e su accettazione degli alleati, una tregua per un decennio.

## Riga e l'Ordine dopo la guerra
Le conseguenze della guerra dell'Ordine di Livonia contro i russi influenzarono negativamente la reputazione del Landmeister. Nel maggio del 1481, i residenti di Riga rifiutarono di prestare obbedienza a quest'ultimo, adducendo, tra le motivazioni, la scomunica ricevuta da Sisto IV. In una situazione così intricata, Bernhard von der Borch fu in grado di trovare appoggio da parte dell'Imperatore Federico III d'Asburgo. Questi riconobbe al Landmeister di Livonia il titolo di Principe Imperiale e gli conferì il potere su Riga, sul circondario e sul suo Arcivescovado.
Bernhard von der Borch, forte di questo sostegno, esigette obbedienza da Riga: i cittadini si rifiutarono e l'insediamento fu posto sotto assedio. Da giugno a ottobre del 1481, tra gli avversari vennero effettuati degli inutili negoziati. Nel dicembre del 1481, Papa Sisto IV prese una posizione ancor più netta: permise ai cittadini di Riga di rifiutare il giuramento di fedeltà al Landmeister di Livonia, consentendo loro di obbedire a Stephan Grube, nuovo arcivescovo di Riga.
Il 27 marzo 1482 Riga e i cavalieri di Livonia conclusero una tregua di due anni. Il 29 luglio 1483, arrivò a Riga il nuovo arcivescovo Stephan Grube che accolse dai cittadini il giuramento di fedeltà. Per tutta risposta, von der Borch iniziò un'azione militare contro Riga.
I residenti di Riga occuparono il castello arcivescovile e distrussero le proprietà dell'Ordine nel centro abitato. L'esercito dell'Ordine assediò il castello di Koknese, ma non riuscì a conquistarlo. I residenti di Riga, nel frattempo, assediarono e catturarono la fortezza dell'Ordine a Daugavgrīva. Inoltre, la milizia locale catturò molti castelli livoniani, fino a giungere a Wenden, dove si era spostato il Gran maestro.
Verso la fine del 1483, i dignitari dell'Ordine, scontenti delle scelte politiche di Bernhard von der Borch che avevano compromesso la stabilità politica ed economica, giunsero a Wenden e obbligarono il Landmeister di Livonia a rinunciare al suo incarico e dimettersi. Ceduto l'incarico, il suo ultimo compito ufficiale fu quello di consegnare Tallinn a Johann Freitag von Loringhoven, eletto come nuovo leader alla fine dello stesso anno.